# Ehingen (Donau)
Pour les articles homonymes, voir Ehingen.
Ehingen (Donau) est une ville de Bade-Wurtemberg (Allemagne), située dans l'arrondissement d'Alb-Danube, dans la région Donau-Iller, dans le district de Tübingen.

## Histoire
| Appartenances historiques Duché d'Autriche 1346-1453 Archiduché d'Autriche 1453–1806 Royaume de Wurtemberg 1806–1918 République de Weimar 1918–1933 Reich allemand 1933–1945 Allemagne occupée 1945–1949 Allemagne 1949–présent |

## Économie
Une usine Liebherr emploie 2 800 salariés.

## Personnalités liées à la ville
- Franz August Schenk von Stauffenberg (1834-1901), homme politique mort à Rißtissen.
- Michael Glöckner (1969-), coureur cycliste, champion olympique en 1992.

## Jumelages
- Domène